# Elbzollhaus

Das Elbzollhaus Dessau-Roßlau, entworfen von Friedrich Wilhelm von Erdmannsdorff

Das Elbzollhaus ist ein historischer Gebäudekomplex an der Elbbrücke zwischen Dessau und Roßlau. Fürst Franz (1740–1817) ließ das Zollhaus 1789 nach einem Entwurf des deutschen Architekten Friedrich Wilhelm von Erdmannsdorff (1736–1800) bauen.

## Entstehungsgeschichte

Zeichnung des Elbzollhauses

Nachdem Fürst Franz 1787 eine neue Elbbrücke bauen ließ, erteilte er 1789, nur zwei Jahre später, dem adligen Architekten Friedrich Wilhelm Freiherr von Erdmannsdorff den Auftrag, ein Zollhaus an der Elbe zu errichten. Erdmannsdorff gilt als einer der bedeutendsten Vertreter des deutschen Frühklassizismus. Bereits 1758 trat er in den Dienst des Fürsten Franz von Anhalt-Dessau, da dieser seine Ländereien in ein zusammenhängendes Gartenreich umwandeln lassen wollte. Der neue Hofarchitekt sollte nicht nur die Landschaft verschönern, sondern sie auch durch Landhäuser verschiedener Baustile, der Antike nachempfundene Tempelarchitekturen, Brücken und Denkmäler aufwerten. Dem Wunsch seines Dienstherrn entsprechend, entstand unter Erdmannsdorffs Federführung das Schloss im Wörlitzer Park. Weitere Gebäude in Wörlitz und Umgebung folgten. So entwarf er unter anderem das Rote Wallwachhaus, die Friederikenbrücke, das Wörlitzer Rathaus, das Schlosstheater, das Palais Branconi und das Schloss Luisium.

## Geschichte des Gebäudes
Die Zollbeamten des Fürsten stoppten an dieser Stelle vorüberfahrende Schiffe, um den Wegzoll zu kassieren. 47 Zollstellen gab es Anfang des 17. Jahrhunderts entlang der Elbe. Roßlau war eine von vier Zollstellen in Anhalt. Da das Elbzollhaus auch an einer Elbbrücke liegt, wurde dort ebenfalls Fähr- bzw. Brückengeld von jenen verlangt, die ans andere Ufer wollten.
1806 bis 1814 (Franzosenzeit) war die Elbe infolge der Kontinentalsperre so gut wie geschlossen. Danach kam es zu einigen Erleichterungen; das Zollhaus verlor nach und nach seine Funktion.
1877 kaufte die Berlin-Anhaltische Eisenbahn-Gesellschaft das Haus samt Grundstück, um die Eisenbahnbrücke Roßlau zu errichten.
Neun Jahre später erwarb es ein Brückenbauer. 1919 wurde das Objekt zwangsversteigert und ging an den Gastwirt Karl Henning.
1927 erwarb es der Mitteldeutsche Regatta-Verein; er wurde 1945 auf Befehl der sowjetischen Militäradministration in Deutschland (SMAD) enteignet. Das Grundstück wurde der Stadt Dessau überschrieben, die es an die Stadt Roßlau verpachtete. Von den Roßlauern wurde das Haus bis zur Wende als Station Junger Naturforscher und Techniker genutzt. Seit 1990 stand das Haus leer.
Im Jahr 2000 kündigte eine Investorengruppe an, das Gebäude mit einem Elbterrassen-Restaurant und einem Handwerksbetrieb wiederzubeleben. Zu einer Eröffnung kam es nicht.

### Heutige Nutzung

Das Logo der heutigen Pension „Elbzollhaus Dessau-Rosslau“

Seit 2008 wurde gebaut und ein neues Konzept entwickelt. Die neuen Besitzer stellten die Restaurierungsarbeiten an den historischen Gebäuden im Mai 2012 fertig und setzten ihre Pläne zum Umbau der Räumlichkeiten zu einer Pension mit Café um. Im Oktober 2017 erwarb der heutige Eigentümer Arndt Klapproth das Anwesen. Er hält am Konzept eines Pensionsbetriebes fest. Das Elbzollhaus ist heute einer der bekanntesten Veranstaltungsorte in Dessau-Roßlau. Im großen Saal des Haupthauses können bis zu 70 Gäste feiern, 2 große Außenterrassen erlauben Veranstaltungen bis zu 200 Personen. Neben Jubiläen und Tagungen werden hier auch Hochzeiten und kleine Open-Air-Veranstaltungen durchgeführt.

## Lage und Umgebung
Das Elbzollhaus Dessau-Roßlau liegt mitten im Gartenreich, direkt am Lutherweg Sachsen-Anhalt sowie in unmittelbarer Nähe zum Elberadweg, Mulderadweg und Fürst Franz Weg. Von hier aus sind u. a. auch das Gartenreich in Wörlitz, die historische Stadt Lutherstadt Wittenberg, Ferropolis „Stadt aus Eisen“, die Meisterhäuser und das Bauhaus oder das Naherholungsgebiet Goitzsche gut erreichbar.

## Heutige Ansichten

Außenansicht des Elbzollhauses
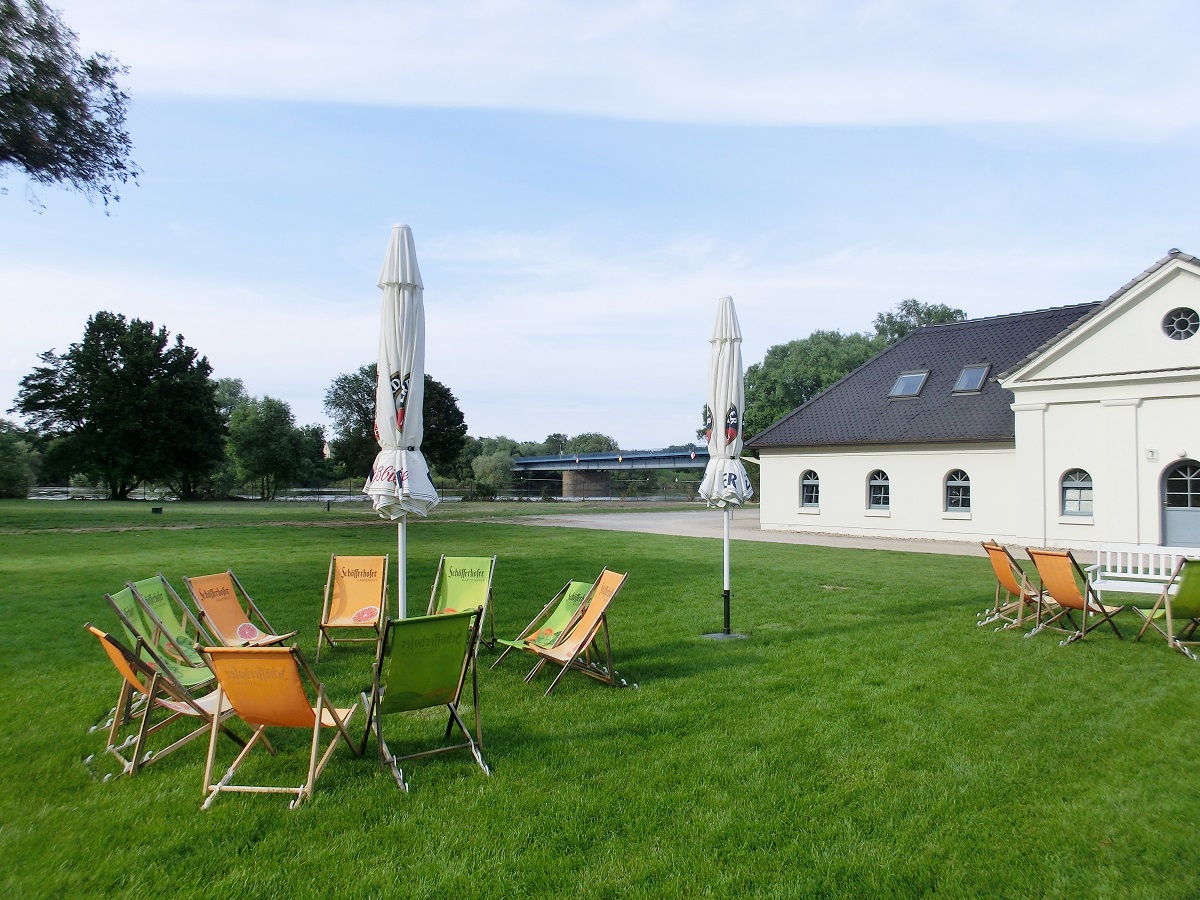
Aussicht auf die Elbbrücke
Gartenseite mit moderner Außenbewirtschaftung